# Ray Feeney
Ray Feeney ist ein mehrfach Oscar-ausgezeichneter US-amerikanischer Unternehmer.

## Leben
Feeney schloss sein Elektrotechnik-Studium am California Institute of Technology ab und arbeitete danach bei Robert Abel & Associates. Dort war er 1976 an der Entwicklung eines der ersten Motion-Control-Kamerasysteme beteiligt; hierfür erhielt er bei der Oscarverleihung 1988 seinen ersten Scientific and Engineering Award. 1978 gründete Feeney seine eigene Firma RFX Inc., die sich auf visuelle Spezialeffekte spezialisierte. 1991 folgte die zweite Auszeichnung für seine Arbeit am Solitaire Image Recorder. Bei der Oscarverleihung 1995 erhielt er zwei weitere Auszeichnungen, für seine Arbeit an der Cinefusion Bluescreen-software und Filmabtaster-Systemen. 1995 gründete Feeney Silicon Grail, eine weitere Spezialeffekt-Firma, welche unter anderem die Postproduktions-Software RAYZ entwickelte. 2002 kaufte Apple Computer die Rechte und Patente von Silicon Grail. 2001 erhielt er von der Academy of Motion Picture Arts and Sciences die John A. Bonner-Medaille für seine Pionierarbeit im Bereich Visuelle Effekte. 2007 erhielt er zudem den Gordon E. Sawyer Award.

## Auszeichnungen
- 1989: Scientific and Engineering Award
- 1992: Scientific and Engineering Award
- 1995: Scientific and Engineering Award
- 1995: Scientific and Engineering Award
- 2002: John A. Bonner-Medaille
- 2007: Gordon E. Sawyer Award